# Blepharicera indica
Blepharicera indica är en tvåvingeart som beskrevs av Enrico Adelelmo Brunetti 1911. Blepharicera indica ingår i släktet Blepharicera och familjen Blephariceridae. Inga underarter finns listade i Catalogue of Life.